# Уордсуорт, Кристофер (младший)
Кристофер Уордсуорт (30 октября 1807, Лондон — 20 марта 1885, Харевуд, Йоркшир) — британский англиканский религиозный деятель, епископ, более известный как духовный и научный писатель.
Был сыном богослова Кристофера Уордсуорта-старшего. Образование получил в Винчестере и затем в Тринити-колледже Кембриджа. Как и его старший брат Чарльз, получал премии за успехии в учении и занимался спортом. С 1830 года начал преподавать классическую филологию в Тринити-колледже, вскоре принял священнический сан. В 1832—1833 годах совершил поездку в Грецию, где изучал её топографию и археологию, отразив результаты своих исследований в нескольких научных трудах, самым известным из которых является «Greece» (1839). В 1836 году стал оратором (официальный пост в некоторых английских университетах) в Кембридже, в том же году получил назначение ректором в Харроу, откуда ушёл в 1844 году. Затем стал каноником в Вестминстере, с 1850 по 1870 год был викарием в Беркшире. Одновременно в 1865 году получил сан архидиакона Вестминстера, а в 1869 году стал епископом Линкольна (Линкольншир), сохранив этот пост до конца жизни.
Пользовался репутацией честного человека и благотворителя, жертвовавшего крупные денежные суммы на реконструкцию церквей. Как духовный писатель известен предпринятыми им изданиями греческого Нового Завета (1856—1860) и Ветхого Завета (1864—1870), которые снабдил своими комментариями. Другие известные труды: «The Holy Year» (1862), «Church History up to A.D. 451» (1881—1883), сборник латинских эпиграмм «Inscriptiones Pompcianae» (1837); кроме того, в 1851 году им (и под его редакцией) были изданы воспоминания его дяди, поэта Уильяма Уордсуорта, а также множество религиозных гимнов.
В 1838 году женился на Сюзанне Хартли Фрер (ум. 1884), в браке с которой имел семь детей. Из них получили известность старший сын Джон (1843—1911), в 1885 году ставший епископом Солсбери, автор труда «Fragments of Early Latin» (1874), и старшая дочь Элизабет (1840—1932), в 1879 году ставшая первым директором колледжа Леди Маргарет в Оксфорде.